# はちきんガールズ
はちきんガールズ（HACHIKIN GIRLS）は、2010年2月に結成した高知県のローカルアイドルグループ。『高知県観光特使』『高知県おにくPR大使』『土佐文旦アンバサダー』『フィギュアメーカー・海洋堂イメージガール』の肩書を持つ。グループ名の由来は土佐弁でおてんばな女性を意味する「はちきん」。独立野球リーグチームのチアダンサー出身で元気が持ち味。現在、石川彩楓（初期メンバー）個人でグループ名を背負って高知県と東京都を行き来してPR活動をする。プロデューサーは2012年NHK紅白歌合戦で歌われた「おさかな天国」の作詞家・井上輝彦。

## 来歴
作詞家・井上輝彦は2004年にサンミュージックのプロデューサーに地方でアイドルを作りたいなあと提案。丁度、井上自身が立ち上げた会社がマネージメントや地方の学園祭のブッキングをしていたことで、1999年に高知県で食べたカツオのお茶漬けをキッカケに高知にはまった。その間なんやかんやあありながら、2010年2月、プロ野球独立リーグ四国・九州アイランドリーグに所属する高知県の野球チームである高知ファイティングドッグスのチアグループ「パピヨンズ」と「CuRu CuRu」（クルクル）のメンバーの中から結成された。ユニット名の「はちきん」は、土佐弁の「お転婆で頑張り屋で働き者の女性」の意味である。
2010年6月、高知県より「高知県観光特使」に委嘱。「高知県おさかなPR大使」である川村あやのと共に「土佐・龍馬であい博2011」にて、ライブパフォーマンスを行い、高知県を全国へPRするご当地アイドルとして数多くのイベントに出演。
2010年12月26日に行われた「U.M.U AWARD 2010 JUMP UP!!～IDOLプロ&アマバトルロイヤル～」ではファイナリスト進出はならなかったが、審査員特別賞＜ナムコ賞＞を受賞した。
2011年4月、地元高知にて単独ライブ「私たち本気です」を開催し、その時、一緒に活動していた「高知県おさかなPR大使」である川村あやのが正式メンバーとなることを発表した。
2011年12月、メンバーの個別のブログを開設。
高知県のPRとして、高知の観光名所が入った楽曲や高知特産品のオリジナル楽曲を持ち、地元高知県での活動を基本としながら、高知県のPR活動を中心に県外へと拡げていった。
また、メンバーはそれぞれソロの曲を持っていた。
コンサートでは、畜産物の曲では川村あやのが、また魚に関する曲では他のメンバーがステージから降りるスタイルをとっていた。これは川村あやのが高知県おさかなPR大使を兼任していたためと思われる。
2013年8月、NHK「あまちゃん」キャンペーン・サポーター高知県代表に選出された。
2014年4月、各都道府県を拠点に活動するローカルアイドルが地元を応援するNHKの「恋する地元キャンペーン」において高知県担当に選出された。同月、「高知の良さを東京からPRをする」ことを目的に高知から脱藩を決意。東京に生活・活動の拠点を移す。
2014年8月、フジテレビ主催の世界最大級アイドルフェス「Tokyo Idol Festival（TIF）」に出演
2015年4月、調布FM『びゅーサン』に月に一度レギュラー出演スタート。
2015年6月、テレビ朝日系列「musicるTV」主催・愛踊祭『国民的アニメソングカバーコンテスト』にて中国・四国エリアWEB予選第1位。
2016年5月、スマホアプリ『DMM.Yell』にて1位を獲得。中野駅前で開催された「Re:animation8 - Rave in NAKANO -』出演。
2016年7月、サンリオピューロランドでキティーちゃんとコラボライブ
2016年8月、はちきんガールズワンマンライブ～彩風とみんなの負けないチカラ～渋谷DUOで開催
2016年9月、幕張でちゃいまSHOWROOM最終審査で勝ち抜き、@JAMA×ナタリー2016に出演
2016年10月、全国53局ネット放送の調布FM『乙三、大竹創作のわっしょい！JAPAN』パーソナリティを務める。
2021年現在、高知県の魅力を23都府県、海外2ヶ国に及び、全国・世界に向けてPRを続ける。高知県アンテナショップ「まるごと高知」（銀座）にて高知県・高知県産品のPR等、幅広い形での高知PR活動を展開中。
2024年4月、6月に開催されるクロちゃん主催の大型フェス「クロフェス2024 ～5周年だよ！全員集合！だしん！～」にて高知県代表として選出が発表。
2025年7月27日、9月に開催されるクロちゃん主催の大型フェス「クロフェス2025 6年目！クロフェスと結婚するしん！」にて高知県代表として2年連続選出が発表。
2025年7月31日、2025年上半期アイドルセレクト10に選出。

## メンバー
| 氏名／よみ               | 生年月日（年齢）     | 血液型 | 身長  | 特技                 | 趣味                      | 資格                                      | 備考 |
| ------------------------ | -------------------- | ------ | ----- | -------------------- | ------------------------- | ----------------------------------------- | --- |
| 石川彩楓 いしかわ あやか | 1997年7月2日（28歳） | O型    | 156cm | 歌うこと ダンス 書道 | オシャレをする事 食べる事 | 書道7段 保育士・幼稚園教諭 ベビーシッター | リーダー 結成当初（当時小学校5年生）からのオリジナルメンバー 幼少より鍛え抜かれた歌唱力・ダンス、土佐弁を忘れないトークに定評 |

## 旧メンバー
| 氏名／よみ                 | 生年月日（年齢）      | 血液型 | 活動期間                   | 備考 |
| -------------------------- | --------------------- | ------ | -------------------------- | --- |
| 山崎はるな やまさき はるな | 不明                  | 不明   | 2010年2月 – 2010年7月10日  | |
| 山崎わかな やまさき わかな | 不明                  | 不明   | 2010年2月 – 2010年7月10日  | |
| 山田彩 やまだ さやか       | 不明                  | 不明   | 2010年2月 – 2010年12月14日 | |
| 立仙愛理 りっせん あいり   | 1999年3月18日（26歳） | O型    | 2010年2月 – 2010年12月14日 | 2018年4月29日「AKB48チーム8高知県代表」としてお披露目。2021年に同グループを卒業。 |
| 藤原愛良 ふじはら あいら   | 不明                  | 不明   | 2011年5月 – 2011年6月11日  | |
| 川村蕗 かわむら ふき       | 不明                  | 不明   | 2011年5月 – 2011年9月30日  | |
| 濱田紫乃 はまだ しの       | 1998年4月10日（27歳） | A型    | 2010年2月 – 2013年10月14日 | シングルでは、"友達のままだよ"から"日本列島夢前線"まで、 アルバムでは"こじゃんと高知"に参加。 四国お遍路は、高知に戻るまでメンバーと続けるとしている。 2016年8月29日「はちきんガールズワンマンライブ！～彩楓とみんなの負けないチカラ～@渋谷duo」にゲスト出演。                                                                 |
| 平田伊梨亜 ひらた いりあ   | 1996年3月17日（29歳） | O型    | 2010年2月 – 2015年9月23日  | 結成当時よりリーダーとして活動。 2015年7月20日「はちきんガールズ サバイバルライブ2015」に於いて引退を発表。 9月23日「5年間お世話になりました！by伊梨亜」ライブをもって引退。 |
| 川村あやの かわむら あやの | 1999年7月7日（26歳）  | A型    | 2011年4月 – 2016年6月12日  | 元高知県公式委嘱「高知県おさかなPR大使」。 2011年4月正式メンバーとして加入。 2016年6月6日「はちきんMonday癒しライブ！四谷編」に於いて卒業を発表。 6月12日「キチロック！」出演をもって卒業。 2017年6月から本名の川村文乃名義でハロー!プロジェクトのアイドルグループ「アンジュルム」に在籍し、2024年11月の卒業公演をもって引退。 |
| 梶原妃菜子 かじわら ひなこ | 1999年1月30日（26歳） | A型    | 2010年2月 – 2016年7月9日   | 結成当初からのオリジナルメンバー。 自身のブログで、体調不良のための引退であることを表明する。 |

## 肩書き
- 高知県観光特使（2010年7月〜現在）
- 高知県おにくPR大使（2015年4月〜現在）
- 土佐文旦アンバサダー（2019年8月～現在）
- フィギュアメーカー・海洋堂イメージガール[13]

## 最近の主な活動
- 環境省主催「エコライフフェア2010」[14]出演
- 土佐・龍馬であい博2010 メインステージライブ 夏季限定 84ステージ出演
- 原宿表参道元氣祭スーパーよさこい2010（高知県観光特使として会場内イベントに出演）
- NHK主催 NHK環境キャンペーン 地球エコイベント「ECOパーク2011」[15]出演
- 志国高知　龍馬ふるさと博2011 高知駅前ステージ　夏季限定ライブ　36ステージ出演
- 東京都主催「エコドライブフェア2011 in ODAIBA」出演

定期LIVE・イベントはgee-ge（渋谷）、まるごと高知（有楽町）、高知県で行っている。

## ディスコグラフィ

### シングル
| # | タイトル               | カップリング曲                                                                                                | 発売日         | 備考 |
| - | ---------------------- | --- | -------------- | --- |
| 1 | 友達のままだよ         | 手をつないで                                                                                                  | 2012年6月2日   | 高知県内は先行発売で同年2月18日に発売。それぞれの曲のカラオケ版も同時に収録している。 |
| 2 | しょげてるキミに幸あれ | がんばるココロに恋は咲く                                                                                      | 2012年7月27日  | それぞれの曲のカラオケ版も同時に収録している。 |
| 3 | 負けないチカラ         | カラダノミカタ・ジンジャー                                                                                    | 2013年4月24日  | それぞれの曲のカラオケ版も同時に収録している。 初回限定特典として、全5種類中1種類のトレーディングカードを同梱している。 また、高知県内TSUTAYA、仙台タワーレコード、新星堂 サンシャインシティ アルパ店においてオリジナル缶バッジ、ディスクユニオンにてオリジナルDVDを配布する。                                                             |
| 4 | 日本列島夢前線         | はちきんガール ぼくたちの地球 日本列島夢前線（インスト）                                                      | 2013年8月7日   | |
| 5 | 変身ダーッ!            | 夢の花を咲かそう サカナチカラ コウチカラ ほほえんで歩こう 本気なプライド                                      | 2013年12月4日  | |
| 6 | 冒険はじまる。         | ザッツ！ KAIYODO ホビー館で待ちゆうきね かっぱららん 冒険はじまる。（カラオケ）                               | 2014年2月9日   | KAIYODOでは、CDと本を箱に入れたセットが販売されている。 |
| 7 | 偽りの天国はイラナイ   | 少年よ大志を突きススメ 偽りの天国はイラナイ(インスト) 少年よ大志を突きススメ(インスト) 帽子のかたちの帽子パン | 2014年9月24日  | 帽子のかたちの帽子パンはボーナストラック扱いとなっている。 |
| 8 | 雨のスクリーン         | Try! Try! Try! 雨のスクリーン(インスト) Try! Try! Try!(インスト) がんばるココロに恋は咲く(2015Ver)            | 2015年10月21日 | - CDのアートディレクション及びデザインを6thシングル「冒険はじまる。」も担当した古賀学、写真撮影及びスタイリングを口枷屋モイラが担当している。 - Try! Try! Try!の作詞は元メンバーの平田伊梨亜。イオンモール高知15周年イメージソングにもなっている。 - オリコンシングルチャート ディリー10月20日付ランキング48位を記録（初のチャートイン）。 |

### アルバム
| # | タイトル       | 収録曲 | 発売日         | 備考                                                                          |
| - | -------------- | --- | -------------- | ----------------------------------------------------------------------------- |
| 1 | こじゃんと高知 | 1. はちきん地鶏 2. 土佐のあかうし 3. 土佐ジロー 4. 高知の米豚 5. 高知はおさかなパラダイス 6. たたき うまいき 高知やき 7. I LOVE 柚子 8. 土佐の文旦 | 2012年11月21日 | disk unionでの予約者を対象に、未発表映像を収録したDVDが付録としてつけられる。 |